# Lansing (Karolina Północna)
Lansing – miasto w Stanach Zjednoczonych, w stanie Karolina Północna, w hrabstwie Ashe.